# Ottawa (Kansas)
Pour les articles homonymes, voir Ottawa (homonymie).
La ville d’Ottawa est le siège du comté de Franklin, situé dans l’État du Kansas, aux États-Unis. Sa population s’élevait à 12 649 habitants lors du recensement de 2010, estimée à 12 356 habitants en 2016.